# Papuanticlea semiflava
Papuanticlea semiflava är en fjärilsart som beskrevs av W. Warren 1906. Papuanticlea semiflava ingår i släktet Papuanticlea och familjen mätare. Inga underarter finns listade i Catalogue of Life.